# Sexnovelle
Sexnoveller er inden for erotisk litteratur, en kunstart der fokuserer på erotiske fortællinger og beskrivelser af seksuelle handlinger. Disse noveller varierer i form, stil og indhold, men har generelt til formål at udforske og skildre forskellige aspekter af erotik og seksualitet.

## Historie
Sexnoveller har som begreb, en lang historie bag sig - og har eksisteret i mange kulturer i forskellige former. I tidligere samfund blev erotiske historier brugt som en måde at formidle seksuelle erfaringer og lære om intimitet. Disse historier blev ofte delt mundtligt og senere skrevet ned og udgivet i forskellige former.
I den moderne æra har sexnoveller fundet en naturlig plads på internettet, hvor forfattere og læsere kan dele deres fantasier og oplevelser på platforme som erotiske blogs og fora. Dette har givet folk mulighed for at udtrykke deres seksualitet og læse om andres erfaringer i et sikkert og anonymt miljø. 

## Kendetegn
Sexnoveller er ofte karakteriseret ved deres erotiske indhold og fokus på seksuelle relationer og oplevelser. De kan variere fra romantiske og sensuelle fortællinger til mere eksperimenterende og eksplicitte beskrivelser af seksuelle aktiviteter. Stil og tone kan også variere betydeligt afhængigt af forfatterens præferencer og publikum.
Forfattere af sexnoveller bruger ofte pseudonymer for at bevare deres anonymitet, da emnet stadig bærer en vis stigmatisering i nogle kredse. Dette har ført til et pulserende online fællesskab af forfattere og læsere, der deler og diskuterer deres erotiske værker.

## Kontroverser og lovgivning
Selvom sexnoveller er blevet mere udbredte på internettet, er de stadig genstand for debat og kontrovers. Nogle kritikere hævder, at de kan føre til urealistiske forventninger eller fremme upassende adfærd. Dette har ført til lovgivning i nogle lande for at regulere distributionen af voksenindhold, herunder sexnoveller.
Det er f.eks ikke længere lovligt at have sex med dyr i Danmark, som det tidligere var. Onsdag 5. juli 2015 kom en række ændringer af dyreværnsloven i kraft, og det betyder blandt andet, at det siden, og nu - er ulovligt at have seksuel omgang med dyr. Et forbud, der vækker begejstring i Dyrenes beskyttelse, men som ikke omhandler den ytringsfrihed som omhandler emnet. Det er blandt andet derfor, at Danmark er verdenskendt for seksuel frihed, relligionsfrihed og ytringsfrihed.
Det er vigtigt at bemærke, at lovgivningen om sexnoveller varierer fra land til land, og det er afgørende for forfattere og udgivere at forstå de gældende love i deres jurisdiktion. Der er gennem tiden faldet flere domme i forbindelse med udgivelse af erotisk litteratur i andre lande end netop Danmark.